# David van Eerd
André Looij (IJsselstein, província d'Utrecht, 23 d'abril de 1990) és un ciclista neerlandès, que fou professional del 2013 al 2014. Posteriorment s'ha dedicat a la disputa de critèriums.

## Palmarès
- 2012
  - Vencedor d'una etapa al Gran Premi Chantal Biya
- 2016
  - Vencedor d'una etapa al Tour de la República Democràtica del Congo